# Damblain
Damblain é uma comuna francesa na região administrativa do Grande Leste, no departamento de Vosges. Estende-se por uma área de 13.27 km². Em 2010 a comuna tinha 258 habitantes (densidade: 19,4 hab./km²).